# Compendium rarissimum totius Artis Magicae sistematisatae per celeberrimos Artis hujus Magistros

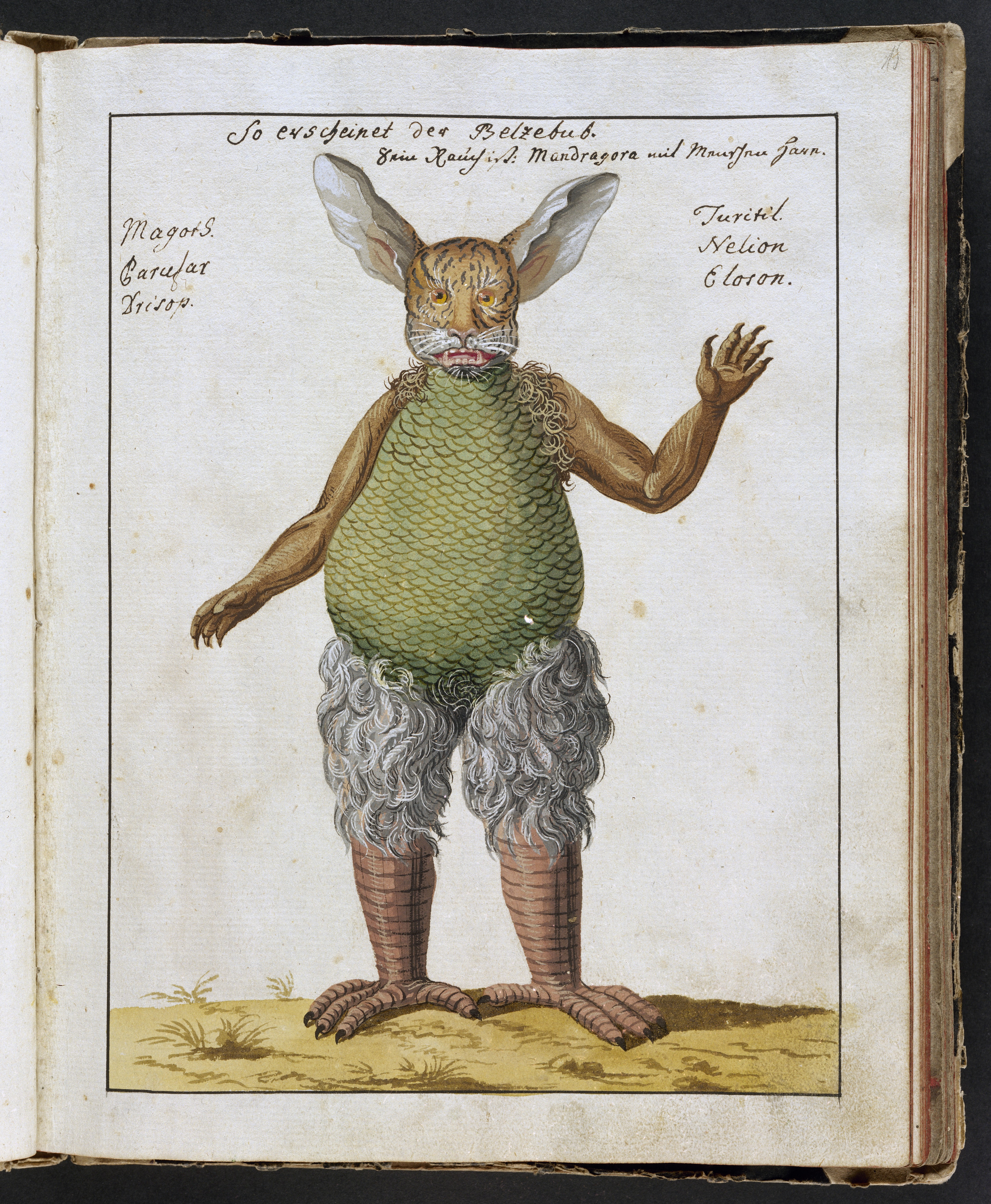
Une page du livre représentant le démon Belzébuth avec des oreilles de lapin, un visage de tigre, un corps couvert d'écailles, des mains griffues et des pattes d'oiseau.

Le Compendium rarissimum totius Artis Magicae sistematisatae per celeberrimos Artis hujus Magistros est un codex consacré à la magie. En français on pourrait traduire son titre par Le Compendium très rare de tous les Arts Magiques compilés par les plus célèbres maîtres de cet Art. Son frontispice fait apparaitre la date Anno 1057 (« An 1057 ») probablement dans le but de le faire passer pour une relique, cependant on estime que sa véritable date de publication serait 1775. On y trouve également l'avertissement Noli me tangere (« Ne me touche pas ») encadré par des illustrations de squelettes et de crânes.
Le volume est écrit dans un mélange de latin et d'allemand et présente trente et une aquarelles polychromes ou monochromes qui dressent un inventaire des différents démons, ainsi que trois pages de symboles cabalistiques. Il est imprimé sur des feuilles blanches, marron et vert-gris avec de l'encre tantôt noire, tantôt blanche.
Il est conservé dans la Wellcome Library de Londres.